# Акі Роберж
Доктор Акі Роберж (нар. прибл. 1973) — астрофізик-дослідник у Центрі космічних польотів імені Ґоддарда, де вона обіймає посаду заступника директора з технологій і стратегії. Її дослідження зосереджені на спостережних залишкових дисків і формування планет навколо найближчих молодих зірок з метою схарактеризувати планети навколо інших зірок, можливо навіть знайти на них ознаки життя. Вона особливо відома своїми дослідженнями залишкового диска навколо β Живописця.

## Молодість й освіта
Народилася в Кіото, Японія, в родині американського гончаря та японського інженера-хіміка, Роберж виросла у сільській громаді у Вермонті та познайомилася з наукою у середній школі. У 1996 році вона здобула ступінь бакалавра з фізики з додатковим фахом «планетологія» в Массачусетському технологічному інституті разом з Джеймсом Елліотом (першовідкривачем кілець Урана) та докторський ступінь з астрофізики в Університеті Джона Гопкінса у 2002 році. Її дисертація, виконана під керівництвом професора Гопкінса Пола Д. Фельдмана, називалася «Ультрафіолетова спектроскопія навколозоряних дисків». Вона продовжила проводити постдокторантські дослідження в Науковому інституті Карнегі разом з Алісією Дж. Вайнбергер, а потім влаштувалася в НАСА в Центр космічних польотів імені Ґоддарда у 2005 році.

## Робота в НАСА
Вона як і раніше зосереджувалась на залишкових дисках, зокрема β Живописця, з яких вона є визнаним експертом. Її робота мала вирішальне значення для демонстрації їхньої надзвичайно багатої вуглецем природи, і пізніше для вивчення газових хмар чадного газу, які вказують на скупчення комет, які стикаються в молодій системі.
У 2013 році вона була одним з учасників дослідження, яке підготувало 30-річний план дій для астрофізики НАСА. Її робота містила значний внесок у розробку концепції місії, зокрема вона брала активну участь в розробці майбутніх космічних місій для виявлення екзопланет, включно з підходом для блокування світла зірок з метою вивчення їхніх планетних систем.

### LUVOIR
З 2016 до 2019 рік вона працювала науковим співробітником над концепцією місії Large Ultraviolet Optical Infrared Surveyor (LUVOIR), багатохвильової космічної обсерваторії, розробленої НАСА. Це одна з чотирьох розробок космічної місії, яку розглядали як пріоритетну на найближче десятиліття в галузі астрономії та астрофізики Національної академії наук. Основна мета LUVOIR — уможливити дослідження широкого спектра екзопланет, зокрема, щоб мати можливість розпізнати ті, які можуть бути придатними до життя або навіть населеними. Під керівництвом Роберж було розроблено LUVOIR із ширшими можливостями, щоб розвинути та перевершити можливості космічного телескопа Габбл, космічного телескопа Джеймс Вебб та Wide Field Infrared Survey Telescope, він дозволяє проводити новаторські дослідження раннього Всесвіту, формування та еволюцію, утворення зірок, планет і тіл Сонячної системи. Ця концепція була настільки переконливою, що у 2021 році місію, яка відповідає цим цілям, було обрано як пріоритетну велику космічну місію НАСА на наступне десятиліття.
З 2020 до 2021 рік Роберж була заступником наукового керівника програми Wide Field Infrared Survey Telescope. Протягом цього часу вона працювала в команді, щоб задокументувати зв'язок між коронографом та потребами LUVOIR. З 2022 року вона є заступником директора з технологій і стратегії з астрофізики в Goddard.

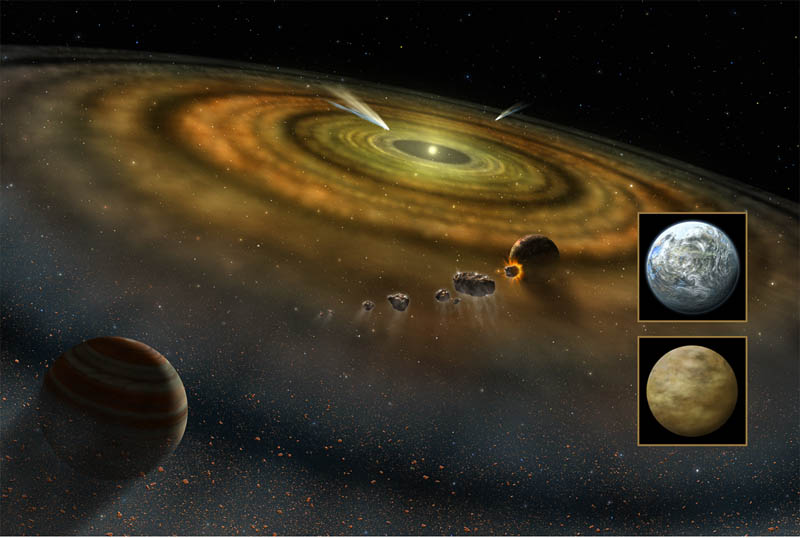
Роберж — відомий фахівець з залишкових дисків, особливо для вивчення диска навколо β Живописця.